# Desai Williams
Pour les articles homonymes, voir Williams.
Empson Othman Desai Williams (né le 12 juin 1959 à Basseterre à Saint-Christophe-et-Niévès et mort le 10 avril 2022 à Mississauga en Ontario,) est un athlète canadien, spécialiste du sprint.

## Biographie

### Palmarès
| Date | Compétition                | Lieu        | Résultat | Épreuve   | Performance |
| ---- | -------------------------- | ----------- | -------- | --------- | ----------- |
| 1982 | Jeux du Commonwealth       | Brisbane    | 2e       | 4 × 100 m | 39 s 30     |
| 1983 | Championnats du monde      | Helsinki    | 8e       | 100 m     | 10 s 36     |
| 1984 | Jeux olympiques            | Los Angeles | 3e       | 4 × 100 m | 38 s 70     |
| 1985 | Finale du Grand Prix IAAF  | Rome        | 3e       | 100 m     | —           |
| 1985 | Coupe du monde des nations | Canberra    | 2e       | 4 × 100 m | 38 s 31     |
| 1987 | Championnats du monde      | Rome        | 4e       | 4 × 100 m | 38 s 47     |
| 1988 | Jeux olympiques            | Séoul       | 6e       | 100 m     | 10 s 11     |
| 1988 | Jeux olympiques            | Séoul       | 7e       | 4 × 100 m | 38 s 93     |

### Records
Ses meilleurs temps sont :
- 100 m : 10 s 11 à Séoul en 1988
- 200 m : 20 s 29 en 1983